# Академічне веслування на літніх Олімпійських іграх 2016 — двійки (чоловіки)
Змагання з академічного веслування серед двійок (чоловіки) на літніх Олімпійських іграх 2016 пройшли з 6 по 11 серпня в Лагуні Родрігу-ді-Фрейташ. Участь брали 26 спортсменів.

## Призери
| Золото                             | Срібло                                  | Бронза                                          |
| Геміш Бонд (NZL) Ерік Маррей (NZL) | Ловренс Бріттейн (RSA) Шон Кілінг (RSA) | Джованні Абаньяле (ITA) Марко Ді Костанцо (ITA) |

## Рекорди
Станом на 6 серпня 2016 світовий і олімпійський рекорди були такими:
| Світовий рекорд     | Ерік Маррей (NZL) Геміш Бонд (NZL) | 06:08,500 | Лондон, Велика Британія | 28 липня 2012 |
| Олімпійський рекорд | Ерік Маррей (NZL) Геміш Бонд (NZL) | 06:08,500 | Лондон, Велика Британія | 28 липня 2012 |

## Розклад
Час місцевий (UTC−3).
| Дата      | Час         | Раунд            |
| --------- | ----------- | ---------------- |
| 6 серпня  | 10:30–10:50 | Попередній етап  |
| 7 серпня  | 09:30       | Відбірковий етап |
| 9 серпня  | 09:50–10:00 | Півфінали        |
| 11 серпня | 08:30       | Фінал B          |
| 11 серпня | 10:00       | Фінал A          |

## Змагання

### Попередній етап
Перші три спортсмени з кожного заїзду безпосередньо проходять до півфіналу змагань. Всі інші спортсмени потрапляють у втішний заїзд, де будуть розіграні ще три місця до півфіналу.

#### Заїзд 1
| Місце | Спортсмен                                  | Час      |
| ----- | ------------------------------------------ | -------- |
| 1     | Спенсер Таррін (AUS) Александр Ллойд (AUS) | 6:40.790 |
| 2     | Ловренс Бріттен (RSA) Шон Кілінг (RSA)     | 6:41.420 |
| 3     | Якуб Подразіл (CZE) Лукаш Гелешиц (CZE)    | 6:42.710 |
| 4     | Нарег Гурегян (USA) Андерс Вайс (USA)      | 6:49.970 |
| 5     | Алекс Сігурдбйорнссон (ESP) Пау Вела (ESP) | 6:54.260 |

#### Заїзд 2
| Місце | Спортсмен                                           | Час       |
| ----- | --------------------------------------------------- | --------- |
| 1     | Жермен Шарден (FRA) Доріан Мортелетт (FRA)          | 06:42.000 |
| 2     | Стюарт Іннес (GBR) Алан Сінклер (GBR)               | 06:50.770 |
| 3     | Александру Паламаріу (ROU) Крісті Іліє Піргіє (ROU) | 06:51.710 |
| 4     | Роель Браас (NED) Мітчел Стінман (NED)              | 07:22.930 |

#### Заїзд 3
Сербський екіпаж розкритикував проведення регати через складні погодні умови, що призвели до перекидання човна під час змагань.
| Місце | Спортсмен                                       | Час                      |
| ----- | ----------------------------------------------- | ------------------------ |
| 1     | Геміш Бонд (NZL) Ерік Маррей (NZL)              | 06:41.750                |
| 2     | Джованні Абаньяле (ITA) Марко Ді Костанцо (ITA) | 06:46.040                |
| 3     | Бела Сімон (HUN) Адріан Юхас (HUN)              | 06:59.280                |
| 4     | Ненад Бедік (SRB) Мілош Васіч (SRB)             | 00:00.000 (перекинулись) |

### Відбірковий етап
| Місце | Спортсмен                                  | Час     |
| ----- | ------------------------------------------ | ------- |
| 1     | Роель Браас (NED) Мітчел Стенман (NED)     | 6:34.16 |
| 2     | Ненад Бедік (SRB) Мілош Васіч (SRB)        | 6:34.52 |
| 3     | Нарег Гурегян (USA) Андерс Вайс (USA)      | 6:36.60 |
| 4     | Алекс Сігурдбйорнссон (ESP) Пау Вела (ESP) | 6:40.47 |

### Півфінали
З кожного півфінального заїзду три перших спортсмена проходять до фіналу A, решта до фіналу B.

#### Заїзд 1
| Місце | Спортсмен                                           | Час     |
| ----- | --------------------------------------------------- | ------- |
| 1     | Джованні Абаньяле (ITA) Марко Ді Костанцо (ITA)     | 6:24.96 |
| 2     | Спенсер Таррін (AUS) Александр Ллойд (AUS)          | 6:25.25 |
| 3     | Жермен Шарден (FRA) Доріан Мортелетт (FRA)          | 6:26.10 |
| 4     | Роель Браас (NED) Мітчел Стенман (NED)              | 6:26.94 |
| 5     | Нарег Гурегян (USA) Андерс Вайс (USA)               | 6:33.95 |
| 6     | Александру Паламаріу (ROU) Крісті Іліє Піргіє (ROU) | 6:48.17 |

#### Заїзд 2
| Місце | Спортсмен                               | Час     |
| ----- | --------------------------------------- | ------- |
| 1     | Геміш Бонд (NZL) Ерік Маррей (NZL)      | 6:23.36 |
| 2     | Стюарт Іннес (GBR) Алан Сінклер (GBR)   | 6:26.37 |
| 3     | Ловренс Бріттейн (RSA) Шон Кілінг (RSA) | 6:27.59 |
| 4     | Бела Сімон (HUN) Адріан Юхас (HUN)      | 6:29.12 |
| 5     | Ненад Бедік (SRB) Мілош Васіч (SRB)     | 6:31.00 |
| 6     | Якуб Подразіл (CZE) Лукаш Гелешиц (CZE) | 6:32.85 |

### Фінали

#### Фінал B
| Місце | Спортсмен                                           | Час     |
| ----- | --------------------------------------------------- | ------- |
| 1     | Якуб Подразіл (CZE) Лукаш Гелешиц (CZE)             | 7:00.04 |
| 2     | Роель Браас (NED) Мітчел Стенман (NED)              | 7:01.88 |
| 3     | Бела Сімон (HUN) Адріан Юхас (HUN)                  | 7:03.34 |
| 4     | Ненад Бедік (SRB) Мілош Васіч (SRB)                 | 7:04.71 |
| 5     | Нарег Гурегян (USA) Андерс Вайс (USA)               | 7:10.60 |
| 6     | Александру Паламаріу (ROU) Крісті Іліє Піргіє (ROU) | 7:13.68 |

#### Фінал A
| Місце | Спортсмен                                       | Час     |
| ----- | ----------------------------------------------- | ------- |
| 1     | Геміш Бонд (NZL) Ерік Маррей (NZL)              | 6:59.71 |
| 2     | Ловренс Бріттен (RSA) Шон Кілінг (RSA)          | 7:02.51 |
| 3     | Джованні Абаньяле (ITA) Марко Ді Костанцо (ITA) | 7:04.52 |
| 4     | Стюарт Іннес (GBR) Алан Сінклер (GBR)           | 7:07.99 |
| 5     | Жермен Шарден (FRA) Доріан Мортелетт (FRA)      | 7:09.91 |
| 6     | Спенсер Таррін (AUS) Александр Ллойд (AUS)      | 7:11.60 |